# 桓仁满族自治县第一中学
桓仁满族自治县第一中学，简称桓仁一中，是辽宁省本溪市桓仁满族自治县的一所高级中学。1897年创校，2004年12月被辽宁省教育厅命名为辽宁省示范性普通高中。

## 建校历史
桓仁一中前身可上溯到1897年创办的莲沼书院，后几经易名，1958年组建桓仁县完全中学，1967年春改为桓仁县红卫中学，1978年秋迁入现址，成立桓仁县第一中学，并被列为省重点中学，1989年改称桓仁满族自治县第一中学，2004年改称桓仁满族自治县第一高级中学，2004年12月被省教育厅命名为辽宁省示范性普通高中。